# 清水三年坂美術館
清水三年坂美術館（きよみずさんねんざかびじゅつかん）は、京都市東山区清水三丁目にある私立美術館。主に幕末から明治時代にかけて作られた漆工、金工、陶磁器、七宝焼、木彫、牙彫、刺繍絵画などの日本の工芸品を中心に約1万点を収蔵し、このうち一部を展示している。設立者で初代館長は村田理如（むらたまさゆき、1950年 - 2024年）。

## 設立の背景
明治時代に入り明治政府による殖産興業政策が始まると、その一環として外貨獲得のために美術的価値の高い輸出用工芸品産業の育成が図られることになった。政府は職人たちに内国勧業博覧会や日本国外で開催される国際博覧会に工芸品を出展するよう奨励し、これに武家というパトロンを失っていた刀装具・甲冑・調度品・仏具職人たちは、美術観賞用の金工・漆工・陶磁器・七宝作品などの制作に挑戦することで応えた。職人たちは従前の日本の美意識を反映した作品を制作する他にも、国際展覧会への出展用や輸出用に、西洋人の美的感覚に合わせた意匠を採用するなどマーケティングにも気を配って作品を制作した。これらの工芸品は一部が皇族に献上されたり買い上げられた他は、主に輸出用だったため日本国内には優品がほとんど残っておらず、長らく研究も進められていなかった。このような状況で、村田製作所専務だった村田理如が1980年代にニューヨークのアンティークショップで明治時代の印籠と出会ってその魅力に目覚め、精力的に国外から優品を買い戻してコレクションし、2000年に本館の開館に至った。
村田は、長年にわたる明治工芸の収集・研究により、日本における明治工芸の再評価に貢献したとして、2020年に公益財団法人日本文化藝術財団より第12回「創造する伝統賞」を受賞した。

## 収蔵品の作者
帝室技芸員に代表される作家たちの技巧を凝らした精緻な作品は「超絶技巧」や「超絶工芸」とも評されており、各地の美術館に貸し出され巡回展示されることがある。
- 加納夏雄
- 海野勝珉
- 正阿弥勝義
- 濤川惣助
- 並河靖之
- 柴田是真
- 川之辺一朝
- 高村光雲
- 旭玉山
- 石川光明
- 安藤緑山

他多数

## 明治工芸の収集家・収集館
本館創設者の村田は日本における明治工芸の収集家の第一人者であるが、世界的な収集家としてはナセル・ハリリが第一人者にあげられる。彼のコレクションはイスラム美術などを含めた8つコレクション群から成り、そのうち日本が関連するものは、日本の着物コレクションと日本の明治美術コレクションと世界の七宝焼コレクションの3つであり、後者2つのコレクション群が本館と同じく明治工芸をコレクションの対象としている。彼の明治工芸コレクションは豊富な画像を用いて公式サイトで公開されており、各国の展覧会を巡回することもある。
明治工芸は京都国立近代美術館、三の丸尚蔵館、国立工芸館、メトロポリタン美術館、大英博物館、ヴィクトリア&アルバート博物館などの世界各地の博物館・美術館にも収蔵されている。京都国立近代美術館は2016年から2018年にかけて集中的に明治工芸を購入し169点のコレクションを形成し、「明治の工芸」コレクションとして、同館が指定する「特色のあるコレクション（Special collections）」の一翼を担っている。その一環として、2016年に当館が収蔵していた106点の明治工芸が10億8千万円で、2018年には20点が6億2600万円でに買い上げられた。
また明治工芸のうち宮川香山作品の収集家としては田邊哲人が有名である。

## 関連図書
ここでは清水三年坂美術館の収蔵品を多く掲載する明治工芸をテーマとする一部の図書を記述する。（月刊誌内での特集掲載や図録を除く）
- 『幕末・明治の工芸―世界を魅了した日本の技と美』 村田理如（著）。淡交社、2006年。ISBN 978-4473032997。
- 『幕末・明治の鐔・刀装金工ー清水三年坂美術館コレクションー』 村田理如（著）。マリア書房、2008年。ISBN 978-4895112130。
- 『別冊太陽217 明治の細密工芸』 山下裕二（監修）。平凡社、2014年。ISBN 978-4582922172。
- 『清水三年坂美術館 村田理如コレクション 明治工芸入門』 村田理如（著）。 目の眼、2017年。ISBN 978-4907211110。